# Orlando Bridgeman (3e comte de Bradford)
Orlando George Charles Bridgeman (24 avril 1819 - 12 mars 1898), titré vicomte de Newport entre 1825 et 1865 puis 3e comte de Bradford, est un courtisan britannique et un homme politique conservateur. Au cours d'une carrière ministérielle de plus de trente ans, il occupe le poste de Lord Chambellan entre 1866 et 1868 et de Maître du cheval entre 1874 et 1880 et de nouveau entre 1885 et 1886. 

## Jeunesse
Il est né à Nottingham Place, Marylebone, Londres, fils aîné de George Bridgeman (2e comte de Bradford) et de son épouse Georgina Elizabeth Moncreiffe, fille de Thomas Moncreiffe, 5e baronnet. Il fait ses études à Harrow School et au Trinity College, à Cambridge. Il est connu par le titre de courtoisie de vicomte Newport lorsque son père devient comte de Bradford en 1825. 

## Carrière politique
Il est élu député du Shropshire South en 1842. En février 1852, il est nommé vice-chambellan de la Maison dans la première administration de Lord Derby poste qu'il occupe jusqu'à la chute du gouvernement en décembre de la même année puis de 1858 à 1859 dans la seconde administration de Derby. Il est admis au Conseil privé en 1852. En 1865, il succède à son père dans le comté et entre à la Chambre des lords. Lorsque Derby devient Premier ministre pour la troisième fois en 1866, Lord Bradford devient Lord Chambellan, poste qu'il conserve jusqu'en décembre 1868, la dernière année sous la présidence de Benjamin Disraeli. Il sert de nouveau sous Disraeli en tant que Maître du cheval entre 1874 et 1880 et exerce les mêmes fonctions de 1885 à 1886 sous le premier gouvernement de Lord Salisbury. 
Outre sa carrière politique, Lord Bradford est lieutenant-adjoint du Staffordshire et est Lord Lieutenant du Shropshire entre 1875 et 1896. Il sert dans la cavalerie Yeomanry du Shropshire du Nord, commençant comme cornet en 1839, promu capitaine en 1844 et démissionnaire en 1869. Il est également colonel honoraire du 1er bataillon de volontaires de l'infanterie légère du Shropshire. 

## Sports
Lord Bradford est un propriétaire de chevaux de race Pur-sang, avec des couleurs de blanc, des manches écarlates et une casquette noire portée par ses jockeys. Il remporte le Cesarewitch à Newmarket en 1865 avec Salpinctes et, en 1879, avec Chippendale, qui se classe deuxième dans deux courses successives pour la même coupe. Il remporte finalement le Derby d'Epsom en 1892 avec Sir Hugo. 
Invité par William Penny Brookes, il est président de la Wenlock Olympian Society en 1874, lorsque Much Wenlock organise les Jeux olympiques nationaux. 

## Famille

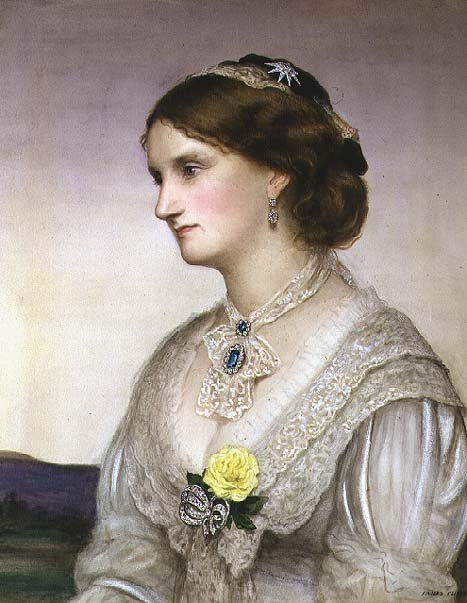
Selina, la comtesse de Bradford, par Edward Clifford, 1876

Lord Bradford épouse Selina Weld-Forester, fille de Cecil Weld-Forester (1er baron Forester), le 20 avril 1844. Ils ont quatre enfants: 
- Mabel Selina Bridgeman (décédée en 1933) épouse le colonel William Kenyon-Slaney le 22 février 1887.
- Florence Katharine Bridgeman (1859-1943), épouse Henry Lascelles (5e comte de Harewood) le 5 novembre 1881.
- George Bridgeman (1845-1915).
- Francis Charles Bridgeman (1846-1917).

La comtesse est connue pour son "intelligence, gaieté et sympathie". Benjamin Disraeli est profondément attaché à Lady Bradford et à sa sœur Anne, comtesse de Chesterfield. Après la mort de sa femme en 1872, ses sentiments semblent s'être réchauffés et il est suggéré qu'il aurait proposé le mariage si Lady Bradford avait été libre de se marier. 
La comtesse de Bradford décède en novembre 1894. Lord Bradford décède des suites d'une longue maladie à Weston Park, dans le Staffordshire, en mars 1898, à l'âge de 78 ans. Il est inhumé le 12 mars 1898 à Weston-under-Lizard . Son fils aîné, George, lui succède .